# A.B.C-Z 10th Anniversary Tour 2022 ABCXYZ
『A.B.C-Z 10th Anniversary Tour 2022 ABCXYZ』（エー.ビー.シー-ズィー テンス アニバーサリー ツアー 2022 エービーシーエックスワイズィー）は、2023年2月22日にポニー・キャニオンから発売されたA.B.C-Zの15枚目の舞台・コンサート作品。
初回限定盤(Blu-ray Disc 2枚組)、初回限定盤(DVD 2枚組)と通常盤(Blu-ray Disc 2枚組)、通常盤(DVD 2枚組)の4形態リリース。初回限定盤には過去最大級のボリュームのマルチアングル映像、通常盤にはツアー初日からファイナルまで密着した100分を超えるドキュメンタリー映像が収録されている。
本作のリリースが発表された2023年2月1日はA.B.C-Zのデビュー記念日であり、同日にジャケット写真および、YouTubeでは本作から「火花アディクション」のパフォーマンス映像が先行公開された。

## 収録内容

### 本編
収録内容は初回・通常共に同じである。 
A.B.C-Z 10th Anniversary Tour 2022 ABCXYZ（2022年9月25日収録映像）
1. Overture
2. 灯
3. Za ABC〜5stars〜
4. ずっとLOVE
5. Legend Story
6. Walking on Clouds
7. SPACE TRAVELERS
8. Twinkle Twinkle A.B.C-Z
9. 花言葉
10. A.B.C-Z LOVE
11. 渚のBack In Your Heart
12. Summer上々!!
13. 夏と君のうた
14. VIVA You達!!
15. 星が光っていると思っていた（戸塚祥太ソロ曲）
16. Story of us （五関晃一ソロ曲）
17. Merry Very Go Round
18. Troublemaker
19. Lily-White（日替わり曲[4]）
20. Graceful Runner
21. MC
22. Appale
23. 君の優しさ VS 僕の愛情（河合郁人ソロ曲）
24. ボクラ〜LOVE&PEACE〜 × Moonlight walker
25. 頑張れ、友よ!
26. 特別な君へ
27. S.J.G. （塚田僚一ソロ曲）
28. Calling me〜Stay with me♡（橋本良亮ソロ曲）
29. Vanilla
30. Black Sugar
31. 火花アディクション
32. Begin again
33. DAN DAN Dance!!
34. Take a "5" Train
35. Reboot!!!
36. チートタイム
37. Nothin' but funky
38. 終電を超えて〜Christmas Night
39. サポーターズ!
40. #IMA

### 特典映像

#### 初回限定盤
- マルチアングル[3]
  1. 10th Anniversary Single Medley（Za ABC〜5stars〜/ずっとLOVE/Legend Story/Walking on Clouds/SPACE TRAVELERS/Twinkle Twinkle A.B.C-Z/花言葉）
  2. Graceful Runner
  3. 火花アディクション

#### 通常盤
- Document Movie of A.B.C-Z 10th Anniversary Tour 2022 ABCXYZ[3]

## 特典
予約購入先着特典
- クリアファイル（A4）

封入特典（初回限定盤のみ）
- スペシャルフォトブック(32P)
- オリジナルポストカード6枚セット（ソロ5種＋集合1種）
- 幻の!? A.B.C-Z 10th Anniversary Tour 2022 ABCXYZ  銀テープレプリカ

仕様（初回限定盤のみ）
- 豪華ジャケットケース